# Hans Hugo Egert
Hans Hugo Egert (* 4. März 1921 in Neubrandenburg; † 2. Mai 2016 in Krefeld) war ein deutscher Richter im Zivilrecht.

## Leben
Egert studierte Rechtswissenschaften und wurde 1951 an der Universität zu Köln zum Dr. jur. promoviert („Die Rückwirkung der Genehmigung“). Er begann seine Richtertätigkeit 1954 in Krefeld. Im Jahr 1960 erfolgte eine Berufung an das Oberlandesgericht Düsseldorf, wo er zehn Jahre später zum Senatspräsidenten ernannt wurde und die Leitung des 5. Zivilsenats übernahm, die er bis zu seiner Versetzung in den Ruhestand 1986 beibehielt.
Er befasste sich insbesondere mit juristischer Dogmatik und Rechtsvergleichung. Im Jahr 1974 erschien seine Monographie über die Rechtsbedingung („Die Rechtsbedingung im System des bürgerlichen Rechts“).

## Schriften
- Die Rückwirkung der Genehmigung (§ 184 BGB), Dissertation, 1951.
- Die Rechtsbedingung im System des bürgerlichen Rechts, Schweitzer, 1974, ISBN 978-3-8059-0342-4.